# Liste der Naturdenkmale in Blankenheim
Die Liste der Naturdenkmale in Blankenheim nennt die im Gemeindegebiet von Blankenheim ausgewiesenen Naturdenkmale (Stand: 25. Oktober 2007).
| Nr.    | Bezeichnung                                                                     | Lage | Beschreibung | Bild |
| ------ | ------------------------------------------------------------------------------- | --- | --- | --- |
| 2.3-1  | Kalkklippe und Buchenwald am Winkelbach                                         | (Lage) | | |
| 2.3-2  | Großseggenried und Quellbereich in der Rhenn                                    | Im Bereich „In der Rhenn“ nördlich und südlich der Bundesstraße 51 (Lage)                                             | | |
| 2.3-3  | Süntelbuche am Froschberg                                                       | (Lage) | Hängebuche, um 1810 auf ein Hügelgrab gepflanzt, Stammumfang 2,55 m | Süntelbuche am Froschberg |
| 2.3-4  | Eiche am Forellenhof                                                            | am Forellenhof östlich von Blankenheim (Lage)                                                                         | Stammumfang 3,45 m | |
| 2.3-5  | Ehemalige Buntsandsteingrube auf der Sandkaul mit Eichen-Kiefern-Wald bei Reetz | nordwestlich von Reetz (Lage)                                                                                         | | |
| 2.3-6  | Douglasie östlich Nonnenbach                                                    | an einem Waldweg östlich von Nonnenbach (Lage)                                                                        | Stammumfang von 3,55 m | Douglasie östlich Nonnenbach |
| 2.3-7  | Düwelssteen                                                                     | im Ripsdorfer Wald südwestlich von Nonnenbach (Lage)                                                                  | Buntsandstein / Mittlerer Buntsandstein | Düwelssteen |
| 2.3-8  | Düwelskall                                                                      | im Ripsdorfer Wald südwestlich von Nonnenbach (Lage)                                                                  | Buntsandstein / Mittlerer Buntsandstein | Düwelskall |
| 2.3-9  | Eiche am Itzbach                                                                | am Itzbach nördlich von Waldorf (Lage)                                                                                | 2-stämmige Eiche, Gesamtumfang 4,55 m | Eiche am Itzbach |
| 2.3-10 | Elsbeere am Heiligenhäuschen                                                    | am Ortsausgang von Ripsdorf an der K 43 (Lage)                                                                        | Stammumfang 2,15 m | Elsbeere am Heiligenhäuschen |
| 2.3-11 | Bergulme im Schloßthal                                                          | an der Straße nach Dollendorf                                                                                         | Stammumfang 4,40 m. Die Ulme wurde 2009 aus Verkehrssicherungsgründen entfernt (Ulmensterben).                                                                                    | |
| 2.3-12 | Bergulme und Esche im Schloßthal                                                | an der Straße in Schloßthal neben einem Wohnhaus mit Kapelle (Lage)                                                   | Stammumfang der Bergulme 2,70 m, der Esche 3,40 m. Die Esche wurde 2004 einer Kronenpflege unterzogen. Die Ulme wurde 2009 aus Verkehrssicherungsgründen entfernt (Ulmensterben). | Naturdenkmal Esche Schlossthal |
| 2.3-13 | Eiche nördlich Neuhof                                                           | an der alten „Provinzialstraße“ im Aulbachtal nördlich von Neuhof (Lage)                                              | Stieleiche, Stammumfang 2,80 m | Naturdenkmal Eiche nördlich Neuhof |
| 2.3-14 | Esche in Neuhof                                                                 | an der Straße in Neuhof Richtung Uedelhoven (Lage)                                                                    | Stammumfang 2,85 m | Naturdenkmal Esche in Neuhof |
| 2.3-15 | Eiche im Schwarzental                                                           | im Schwarzental südwestlich von Dollendorf (Lage)                                                                     | freistehende Eiche, Stammumfang 2,15 m | Naturdenkmal Eiche im Schwarzental |
| 2.3-16 | Huteeichen östlich Dollendorf                                                   | 2 Eichen, östlich von Dollendorf am Schnappener Siefen, die südliche am Waldrand (Lage), die westliche im Wald (Lage) | Stammumfang der Eiche am Waldrand 4,05 m, der Eiche im Wald 3,65 m | Naturdenkmal Zwei Huteeichen östlich Dollendorf, Eiche am Waldrand am 04. November 2018 · Naturdenkmal ¨Huteeiche östlich Dollendorf (Eiche im Wald) |
| 2.3-17 | Eiche südlich Uedelhoven                                                        | an der Straße südlich Uedelhoven (Lage)                                                                               | Stieleiche, Stammumfang 3,75 m | Naturdenkmal Eiche südlich Uedelhoven |
| 2.3-18 | Eiche westlich des Oberbuschs                                                   | an einem Feldweg im Bereich Oberbusch südlich von Dollendorf (Lage)                                                   | Stammumfang 3,20 m | Naturdenkmal Eiche westlich des Oberbuschs |